# Deutsche Badmintonmeisterschaft 2010
Die Deutsche Badmintonmeisterschaft 2010 fand vom 4. bis zum 7. Februar 2010 in Bielefeld statt. Es war die 58. Auflage der Titelkämpfe.

## Medaillengewinner
| Disziplin    | Gold                                                         | Silber                                                                 | Bronze                                                            |
| ------------ | ------------------------------------------------------------ | ---------------------------------------------------------------------- | ----------------------------------------------------------------- |
| Herreneinzel | Marc Zwiebler (1. BC Beuel)                                  | Dieter Domke (1. BC Bischmisheim)                                      | Nikolaj Persson (TSV Trittau)                                     |
| Herreneinzel | Marc Zwiebler (1. BC Beuel)                                  | Dieter Domke (1. BC Bischmisheim)                                      | Marcel Reuter (1. BC Bischmisheim)                                |
| Dameneinzel  | Juliane Schenk (SG EBT Berlin)                               | Karin Schnaase (SC Union 08 Lüdinghausen)                              | Fabienne Deprez (FC Langenfeld)                                   |
| Dameneinzel  | Juliane Schenk (SG EBT Berlin)                               | Karin Schnaase (SC Union 08 Lüdinghausen)                              | Janet Köhler (TSV Trittau)                                        |
| Herrendoppel | Kristof Hopp Johannes Schöttler (1. BC Bischmisheim)         | Michael Fuchs (1. BC Bischmisheim) Ingo Kindervater (1. BC Beuel)      | Peter Käsbauer (PTSV Rosenheim) Oliver Roth (PTSV Rosenheim)      |
| Herrendoppel | Kristof Hopp Johannes Schöttler (1. BC Bischmisheim)         | Michael Fuchs (1. BC Bischmisheim) Ingo Kindervater (1. BC Beuel)      | Maurice Niesner (BV Gifhorn) Till Zander (VfL 93 Hamburg)         |
| Damendoppel  | Birgit Overzier (1. BC Beuel) Sandra Marinello (1. BC Düren) | Nicol Bittner (PTSV Rosenheim) Karen Neumann (VfL 93 Hamburg)          | Isabel Herttrich (TSV Lauf) Inken Wienefeld (VfL 93 Hamburg)      |
| Damendoppel  | Birgit Overzier (1. BC Beuel) Sandra Marinello (1. BC Düren) | Nicol Bittner (PTSV Rosenheim) Karen Neumann (VfL 93 Hamburg)          | Janet Köhler (TSV Trittau) Katja Michalowsky (SV Unkel)           |
| Mixed        | Ingo Kindervater (1. BC Beuel) Birgit Overzier (1. BC Beuel) | Johannes Schöttler (1. BC Bischmisheim) Sandra Marinello (1. BC Düren) | Mike Joppien (FC Langenfeld) Fabienne Deprez (FC Langenfeld)      |
| Mixed        | Ingo Kindervater (1. BC Beuel) Birgit Overzier (1. BC Beuel) | Johannes Schöttler (1. BC Bischmisheim) Sandra Marinello (1. BC Düren) | Michael Fuchs (1. BC Bischmisheim) Nicol Bittner (PTSV Rosenheim) |